# Populieren (hout)

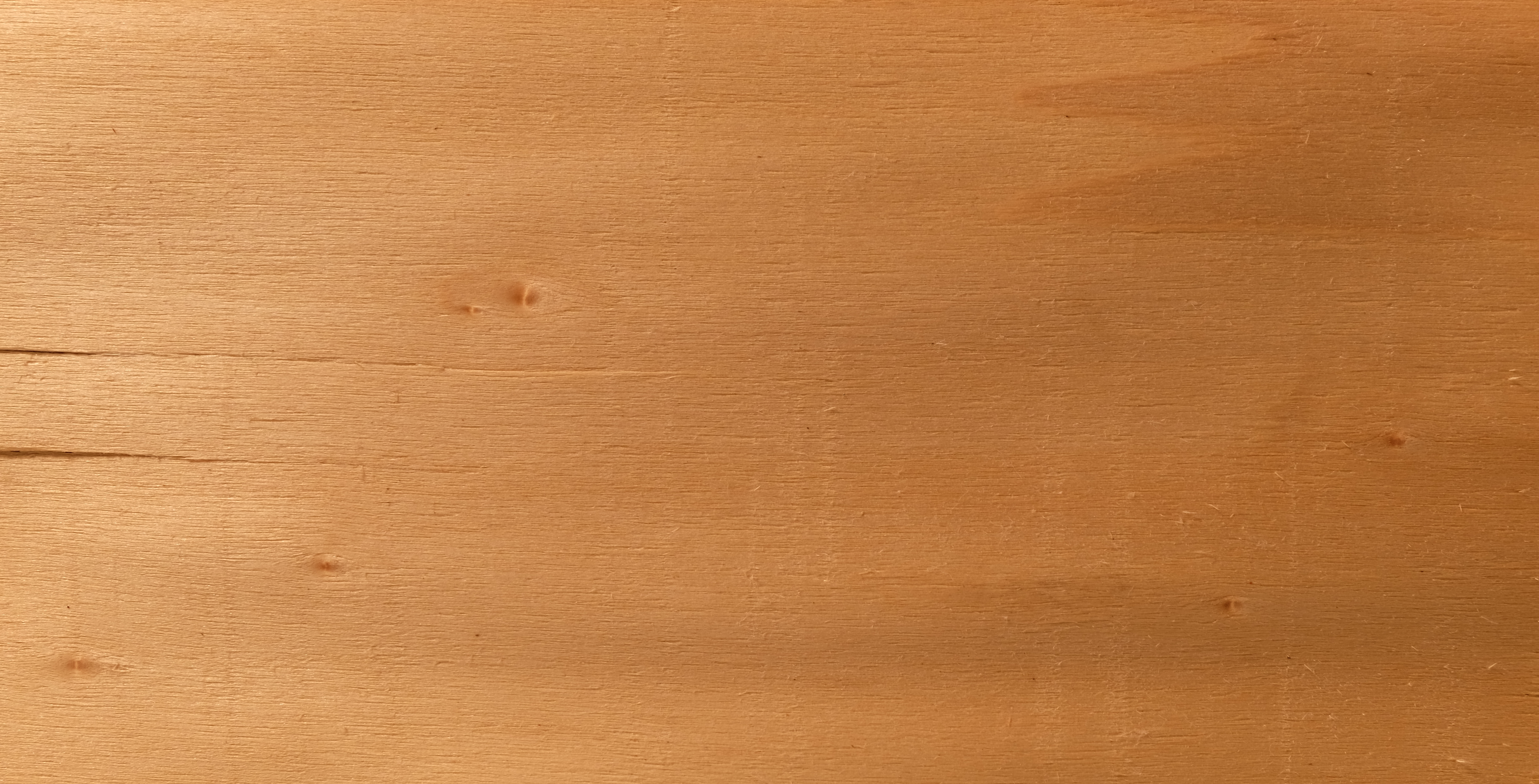
Populieren, met olie afgewerkt

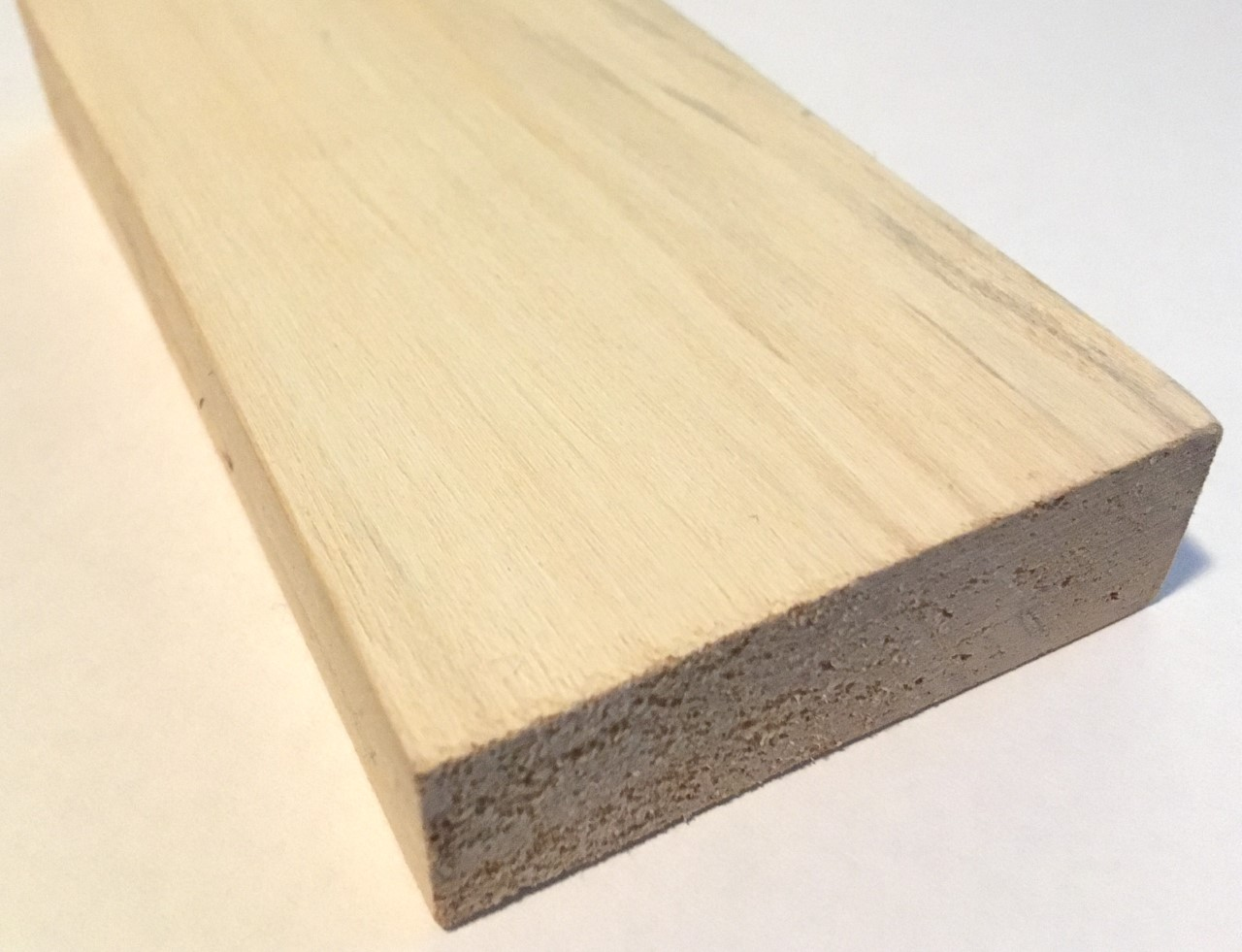
Onbehandeld populierenhout

Populieren, of populierenhout, is een verzamelnaam  voor het hout van verschillende soorten uit het geslacht Populier (Populus). 
Deze houtsoort kan sterk verschillen, afhankelijk van de bomen die het hout leveren of de groeiplaats. Er komt relatief vaak reactiehout in voor. Het hout is dan geneigd te vervormen bij het drogen; ook is het dan lastig te zagen. 
Populieren is licht van gewicht, maar relatief taai en wordt voor veel doeleinden gebruikt. In Nederland worden er onder andere klompen van gemaakt. In Spanje wordt het gebruikt voor het maken van sinaasappelkistjes. Verder wordt populierenhout gebruikt voor kratten, pallets, papier, triplex, kasten en niet te vergeten lucifers.
Leonardo da Vinci schilderde de Mona Lisa op een paneel van populierenhout.